# 庆云堡镇
庆云堡镇，是中华人民共和国辽宁省铁岭市开原市下辖的一个乡镇级行政单位。

## 行政区划
庆云堡镇下辖以下地区：
河东村、河西村、高家村、西孤家子村、兴隆台村、五棵树村、西古城子村、双楼台村、老虎头村、谭相台村、王家屯村、朝光村、三家子村、南花楼村、西老边村、南英城村、后施家堡村、前施家堡村、马架窝棚村、前三家子村、二社窝棚村和董孤家子村。